# Paul Raven
Paul Vincent Raven (Wolverhampton, 16 gennaio 1961 – Ginevra, 20 ottobre 2007) è stato un bassista britannico.
Ha fatto parte di numerosi progetti Industrial e Industrial metal, tra cui Killing Joke, Ministry e Prong.

## Carriera musicale
Paul Raven inizia ufficialmente la sua carriera musicale nel 1982, quando entra a far parte di una band glam rock, i Kitsch.
Tuttavia Paul raggiunse il successo solo dopo essere entrato nei Killing Joke, sostituendo il precedente bassista Martin Glover nel 1982, giusto in tempo per un tour in Nord America. Raven resterà nel gruppo dalla pubblicazione dell'album Fire Dances a Extremities, Dirt & Various Repressed Emotions. Dopo il tour di supporto dell'album, i Killing Joke si sciolsero, e la band escluso il cantante Jaz Coleman formò i Murder, Inc. con Chris Connelly alla voce. Raven partecipò al progetto Murder, Inc., e nello stesso periodo collaborò con i Pigface di Bill Rieflin.
I Killing Joke si riformarono nel 1992, ma con il bassista originario, ovvero Martin Youth Glover. Raven entrò quindi a far parte dei Prong, con cui pubblicò gli album Cleansing e Rude Awakening. Dopo lo scioglimento dei Prong, Paul collaborò con i Zilch, gruppo di cui era bassista e produttore, e con cui pubblicò l'album 3.2.1.. Raven collaborò quindi come ingegnere del suono e facendo remix con molti gruppi, tra cui Spahn Ranch, Psychic TV, e Die Krupps. Nel 2001 Paul entrò a far parte dei Society 1.
Alla fine del 2001 i Godflesh, storico gruppo Industrial metal, si riformarono, e Paul Raven ne fece parte per qualche mese, prima che il gruppo si sciogliesse definitivamente per un esaurimento nervoso di Justin Broadrick. Giusto in tempo per un tour negli Stati Uniti, Raven ritornò nei Killing Joke, pubblicando l'album omonimo del 2003, appunto Killing Joke e il successivo, Hosannas From The Basements Of Hell.
Nel 2005 Paul iniziò a lavorare con Al Jourgensen dei Ministry per Rio Grande Blood, seguito da un tour mondiale. Raven ha inoltre collaborato con Al Jourgensen durante le registrazioni di The Last Sucker, partecipando alla composizioni delle canzoni Watch Yourself e End Of Days Pt. 1 & 2.
Paul Raven è stato trovato morto il 20 ottobre 2007 nella sua residenza. Raven era a Ginevra per lavorare con la band francese Treponem Pal per l'album Weird Machine, in cui collaboravano anche il batterista Ted Parsons e i membri dei The Young Gods. La morte è stata causata da un attacco di cuore, avvenuto dopo che Paul era andato a dormire.

## Tributi post-mortem
(Reza Udhin, Killing Joke)
(Tommy Victor, Prong)
(Jaz Coleman - Geordie Walker, Killing Joke)

## Discografia completa

### Killing Joke
- 1983 - Fire Dances
- 1985 - Night Time
- 1986 - Brighter than a Thousand Suns
- 1988 - Outside the Gate
- 1989 - The Courtauld Talks
- 1990 - Extremities, Dirt & Various Repressed Emotions
- 2003 - Killing Joke
- 2006 - Hosannas from the Basements of Hell

### Prong
- 1994 - Cleansing
- 1997 - Rude Awakening

### Ministry
- 2006 - Rio Grande Blood
- 2007 - The Last Sucker

### Pigface
- 1992 – Fook

### Zilch
- 1998 – 3.2.1.

### Murder, Inc.
- 1992 - Murder, Inc.